# UBE2Q2L
UBE2Q2L (англ. Ubiquitin conjugating enzyme E2 Q2 like) – білок, який кодується однойменним геном, розташованим у людей на 15-й хромосомі. Довжина поліпептидного ланцюга білка становить 131 амінокислот, а молекулярна маса — 14 853.
| 10         |  | 20         |  | 30         |  | 40         |  | 50         |
| ---------- |  | ---------- |  | ---------- |  | ---------- |  | ---------- |
| MGPAVLGQGQ |  | EGQPEARACS |  | GLLQPPKRPI |  | VFKEKLTMKT |  | DSLMEEKLEC |
| SLWCCLSDPS |  | IPGRCCVLER |  | RIVPWMQQES |  | YSSSSPIWSV |  | DSDEPNLTSV |
| LERLEDTKEN |  | SSVRKETKLF |  | SLFLMNIIFR |  | N          |  |            |

A: Аланін

C: Цистеїн

D: Аспарагінова кислота

E: Глутамінова кислота

F: Фенілаланін

G: Гліцин

I: Ізолейцин

K: Лізин

L: Лейцин

M: Метіонін

N: Аспарагін

P: Пролін

Q: Глутамін

R: Аргінін

S: Серин

T: Треонін

V: Валін

W: Триптофан